# Marija Triput Divna
Marija Triput Divna je slika talijanskog slikara Luigija Crosija iz 1898. godine. Izvorno je nazvana Refugium Peccatorum Madonna ('Gospa utočište grešnika') i bila je namijenjena za braću Kuenzil u Švicarskoj. 
Slika je prešla u vlasništvo švicarskog ogranka časnih sestara marijanskog katoličkog pokreta Schönstatt 1964. godine. Tada je slika dobila dodatni naziv Marija Triput Divna, koji se danas češće koristi od prvotna naziva. Slika je postala vrlo popularna unutar pokreta Schönstatt, koji se s vremenom proširio u oko 90 zemalja svijeta. Članovi pokreta podigli su dvjestotinjak kapelica, koje su preslika prve kapelice u Schönstattu u njemačkom gradiću Vallendaru, u kojoj je nastao pokret. U svakoj toj kapelici, na oltaru je replika slike Marije Triput Divne. Takva kapelica podignuta je i u Maloj Subotici u Međimurju 2010. godine. 
Slika je postala motiv na brojnim nabožnim predmetima, od kojih se ističe slika Marije Triput Divne uokvirena drvenim okvirom u obliku kapelice. Razvila se akcija Gospe Hodočasnice ili Hodočasničke Gospe, u sklopu koje taj nabožni predmet uz blagoslov lokalnog župnika, tijekom mjeseca putuje od jedne do druge obitelji, boraveći u svakoj po 2-3 dana s ciljem duhovne obnove.  